# Хорология (география)
Хороло́гия (хорологическая концепция) — научное направление в географии, основной идеей которого является рассмотрение объекта географии как пространства, заполняемого предметами и явлениями, локальные связи между которыми носят причинно-следственный характер

## Истоки
Хотя причинно-следственные связи между отдельными географическими явлениями на той или иной территории рассматривались еще в работах античных и средневековых ученых, как универсальная научная концепция хорология («пространственная наука» или «наука о пространствах») появилась в середине XIX века. Александр Гумбольдт и Карл Риттер рассматривали географические явление в их взаимосвязи друг с другом и впервые поставили вопрос о поиске общих законов существования географической оболочки планеты (включая в неё с некоторыми оговорками и человеческое общество). Несмотря на собранный обоими учеными богатый фактологический материал и большое количество частных примеров, доказывающих их правоту, научной теорией как таковой хорология тогда не являлась, поскольку интерпретация фактов производилась с философско-феноменологических позиций.

## ХорологияАльфреда Геттнера
Новое прочтение хорологическая концепция приобрела у Альфреда Геттнера (1927). Геттнер считал объектом изучения географии земное пространство с заполняющими его и взаимодействующими между собой предметами и явлениями. Связи между ними, согласно Геттнеру, имеют ландшафтную, причинно-следственную природу. К подобным системам географических объектов Геттнер относил и человеческое общество. Отдельные уникальные сочетания тех или иных объектов и явлений на определенной территории приводят к появлению географических стран (хоросов, пространств), которые являются объектом изучения страноведения.

## Влияние на другие научные направления
В результате произошедшего в начале XX века дробления географии на отраслевые научные направления, хорологическая школа прекратила существование. Основные идеи хорологии, тем не менее, были восприняты рядом других научных направлений. Школами-преемниками хорологии считаются классическое ландшафтоведение, поведенческая география и школа пространственного анализа.

### Создатели географической хорологии
- Себастьян Мюнстер, Германия - "Horologiographia", 1533
- Томас Фел (Thomas Fale), Англия - "Horologiographia. The art of dialling..." (Хорологеография. Искусство набора...), 1593.
- Гендрик Коетс (Hendrik Coets, 1670-1730), Нидерланды - "Horologiographia plana, seu nova & perspicua in superficiebus planis" (Хорологеография, новая и чёткая на плоских поверхностях), 1691